# Bruno Rojas
Artur Bruno Rojas da Silva (* 27. Mai 1993 in Rio de Janeiro) ist ein bolivianischer Leichtathlet, der sich auf den Sprint spezialisiert hat.

## Sportliche Laufbahn
Erste Erfahrungen bei internationalen Meisterschaften sammelte Bruno Rojas im Jahr 2009, als er bei den Jugendweltmeisterschaften in Brixen mit 23,01 s in der ersten Runde im 100-Meter-Lauf ausschied. Im Jahr darauf startete er über 100 Meter bei den erstmals ausgetragenen Olympischen Jugendspielen in Singapur und belegte dort in 10,90 s den fünften Platz im D-Finale. Anschließend gelangte er bei den Jugendsüdamerikameisterschaften in Santiago de Chile mit 10,97 s auf den vierten Platz im 100-Meter-Lauf. 2011 schied er bei den Südamerikameisterschaften in Buenos Aires mit 10,78 s und 21,55 s jeweils im Vorlauf über 100 und 200 Meter aus und auch bei den Panamerikanischen Juniorenmeisterschaften in Miramar kam er mit 10,66 s und 21,56 s nicht über die Vorrunde hinaus. Anschließend gelangte er bei den Juniorensüdamerikameisterschaften in Medellín mit 21,63 s auf Rang vier über 200 Meter und verpasste im 100-Meter-Lauf mit 10,90 s den Finaleinzug. 2012 scheiterte er bei den Ibero-Amerikanischen Meisterschaften in Barquisimeto mit 10,93 s und 21,65 s jeweils in der ersten Runde über 100 und 200 Meter und schied dann auch bei den Juniorenweltmeisterschaften in Barcelona mit 10,80 s und 21,92 s im Vorlauf aus. Dank einer Wildcard startete er anschließend über 100 Meter bei den Olympischen Spielen in London und überstand dort die Vorqualifikation und schied dann mit 10,65 s in der zweiten Runde aus. Daraufhin klassierte er sich bei den U23-Südamerikameisterschaften in São Paulo mit 10,76 s bzw. 21,81 s jeweils auf dem siebten Platz über 100 und 200 Meter.
2013 schied er bei den Südamerikameisterschaften in Cartagena mit 22,08 s im Vorlauf aus und kam anschließend bei den Juegos Bolivarianos in Trujillo mit 10,96 s über 100 Meter und 21,87 s im 200-Meter-Lauf nicht über die erste Runde hinaus. Zudem belegte er mit der bolivianischen 4-mal-100-Meter-Staffel in 41,51 s den fünften Platz. Im Jahr darauf belegte er bei den U23-Südamerikameisterschaften in Montevideo in 10,96 s den siebten Platz über 100 Meter und erreichte nach 21,56 s Rang fünf über 200 Meter. 2015 klassierte er sich bei den Südamerikameisterschaften in Lima mit 21,87 s auf dem siebten Platz über 200 Meter und verpasste über die kürzere Distanz mit 10,78 s den Finaleinzug. Im Jahr darauf gelangte er bei den Ibero-Amerikanischen Meisterschaften in Rio de Janeiro über 100 und 200 Meter das Halbfinale und 2017 schied er bei den Juegos Bolivarianos in Santa Marta mit 22,27 s in der Vorrunde über 200 Meter aus und belegte mit der Staffel in 41,63 s den vierten Platz.
2019 schied er bei den Südamerikameisterschaften in Lima mit 10,75 s und 21,76 s jeweils in der ersten Runde über 100 und 200 Meter aus und belegte im Staffelbewerb mit 41,73 s den siebten Platz. 2021 verpasste er bei den Südamerikameisterschaften in Guayaquil mit 10,71 s und 21,72 s den Finaleinzug über 100 und 200 Meter und anschließend nahm er erneut dank einer Wildcard über 100 Meter an den Olympischen Spielen in Tokio teil und scheiterte diesmal mit 10,64 s in der Vorausscheidungsrunde.
In den Jahren 2012 und 2013, 2015 sowie 2019 und 2021 wurde Rojas bolivianischer Meister im 100-Meter-Lauf sowie 2012, 2015, 2019 und 2021 auch über 200 Meter.

## Persönliche Bestzeiten
- 100 Meter: 10,36 s (0,0 m/s), 19. Mai 2012 in Sucre (bolivianischer Rekord)
  - 60 Meter (Halle): 6,92 s, 22. Januar 2021 in Cochabamba
- 200 Meter: 20,63 s (+1,7 m/s), 24. April 2016 in Cochabamba (bolivianischer Rekord)
  - 200 Meter (Halle): 21,77 s, 22. Januar 2021 in Cochabamba